# ناصر حاجی مختار
ناصر حاجی مختار (فارسی: ناصر حاجی مختار؛ ۱۳/۰۳/۱۹۳۱ – ۲۲/۰۸/۲۰۰۵) بازیکن فوتبال بود.
از باشگاه‌هایی که در آن بازی کرده‌است می‌توان به باشگاه فوتبال استقلال تهران اشاره کرد.
وی همچنین در تیم ملی فوتبال ایران بازی کرده‌است.